# Jane Howard
Jane Howard (1533/1537 – sepolta il 30 giugno 1593) era appartenente alla famiglia Howard per nascita e alla famiglia Neville per matrimonio.

## Biografia
Jane Howard nacque in una data imprecisata, ma compresa fra il 1533 e il 1537, da Henry Howard, conte di Surrey, figlio di Thomas Howard, III duca di Norfolk e di Elizabeth Stafford, e da sua moglie Frances de Vere, figlia di John de Vere, XV conte di Oxford e di Elizabeth Trussell. Fra i fratelli di Jane si ricordano, Thomas Howard, IV duca di Norfolk, Henry Howard, I conte di Northampton.
Nell'inverno del 1546 il re Enrico VIII d'Inghilterra aveva fatto giustiziare per adulterio la sua quinta moglie, Caterina Howard, cugina di Henry Howard, e la sua ira si era estesa a tutta la famiglia Howard. Nel mese di dicembre Henry Howard e suo padre Thomas vennero arrestati con l'accusa di tradimento e vennero processati presso la Guildhall il 13 gennaio seguente e condannati a morte. Henry Howard venne giustiziato sei giorni dopo, il 19 gennaio, mentre suo padre si salvò, in quanto la sua esecuzione, prevista per il 29 gennaio, fu sospesa a causa della morte del re il giorno precedente. L'ultima delle sorelle di Jane, Margaret, nacque dopo che il padre era stato giustiziato.
Dal 1548 Jane e i suoi fratelli e sorelle furono posti sotto la tutela della zia paterna, Mary FitzRoy, che nominò loro tutore il teologo John Foxe.
Fra il 1563 e il 1564 Jane sposò Charles Neville, VI conte di Westmorland, che succedette al titolo dopo la morte del padre, avvenuta il 10 febbraio 1564. Nel 1569 suo marito si unì a Thomas Percy, VII conte di Northumberland nella Rivolta dei papisti. Dopo gli iniziali successi, i rivoltosi furono costretti a riparare verso la Scozia, inseguiti da Thomas Radcliffe, III conte di Sussex che agiva sotto l'incarico di Elisabetta I d'Inghilterra. Il 19 novembre i due vennero dichiarati ufficialmente ribelli a York: Percy venne consegnato a Giacomo Stuart, reggente di Scozia, mentre Neville trovò riparo presso il castello di Ferniehirst, nel Roxburghshire, e infine nel 1570 fuggì nei Paesi Bassi.
Nel 1571 il marito venne privato di tutti gli onori e i beni e a Jane venne concessa una pensione di 200£.
L'anno successivo, tuttavia, sembra che Jane abbia cercato di far unire in matrimonio il fratello Thomas con Maria Stuarda, ma quando Elisabetta I se ne accorse, condannò Thomas Howard a morte e Jane agli arresti domiciliari perpetui.
Dall'esilio il marito Charles continuò a complottare per spodestare Elisabetta a favore della cattolica Maria. Jane morì a Kenninghall, nel Norfolk, e venne sepolta il 30 giugno 1593. Dopo la sua morte, il marito progettò di risposarsi con una delle figlie del diplomatico Jean Richardot. Morì ancora in esilio a Nieuwpoort nel 1601.

## Matrimonio e figli
Jane e Charles insieme ebbero:
- figlio senza nome (1569-21 aprile 1571)
- Margaret Neville
- Katherine Neville
- Anne Neville
- Eleanor Neville (morta nubile prima del 25 giugno 1604)

## Ascendenza
|                                    |              |                                         | Genitori                                |  |  | Nonni |  |  | Bisnonni                          |  |  | Trisnonni                      |  |
|                                    |              |                                         |                                         |  |  |       |  |  | Thomas Howard, II duca di Norfolk |  |  | John Howard, I duca di Norfolk |  |
|                                    |              |                                         |                                         |  |  |       |  |  | Thomas Howard, II duca di Norfolk |  |  | John Howard, I duca di Norfolk |  |
|                                    |              | Catherine Moleyns                       |                                         |  |  |       |  |  | Thomas Howard, II duca di Norfolk |  |  |                                |  |
| Thomas Howard, III duca di Norfolk |              |                                         |                                         |  |  |       |  |  | Thomas Howard, II duca di Norfolk |  |  |                                |  |
|                                    |              | Elizabeth Tilney                        | Frederick Tilney                        |  |  |       |  |  |                                   |  |  |                                |  |
|                                    |              | Elizabeth Tilney                        | Frederick Tilney                        |  |  |       |  |  |                                   |  |  |                                |  |
|                                    |              | Elizabeth Tilney                        | Elizabeth Cheney                        |  |  |       |  |  |                                   |  |  |                                |  |
| Henry Howard, III conte di Surrey  |              | Elizabeth Tilney                        |                                         |  |  |       |  |  |                                   |  |  |                                |  |
|                                    |              | Edward Stafford, III duca di Buckingham | Henry Stafford, II duca di Buckingham   |  |  |       |  |  |                                   |  |  |                                |  |
|                                    |              | Edward Stafford, III duca di Buckingham | Henry Stafford, II duca di Buckingham   |  |  |       |  |  |                                   |  |  |                                |  |
|                                    |              | Edward Stafford, III duca di Buckingham | Catherine Woodville                     |  |  |       |  |  |                                   |  |  |                                |  |
| Elizabeth Stafford                 |              | Edward Stafford, III duca di Buckingham |                                         |  |  |       |  |  |                                   |  |  |                                |  |
|                                    |              | Eleanor Percy                           | Henry Percy, IV conte di Northumberland |  |  |       |  |  |                                   |  |  |                                |  |
|                                    |              | Eleanor Percy                           | Henry Percy, IV conte di Northumberland |  |  |       |  |  |                                   |  |  |                                |  |
|                                    |              | Eleanor Percy                           | Maud Herbert                            |  |  |       |  |  |                                   |  |  |                                |  |
| Jane Howard                        |              | Eleanor Percy                           |                                         |  |  |       |  |  |                                   |  |  |                                |  |
|                                    | John de Vere | Robert de Vere                          |                                         |  |  |       |  |  |                                   |  |  |                                |  |
|                                    | John de Vere | Robert de Vere                          |                                         |  |  |       |  |  |                                   |  |  |                                |  |
|                                    | John de Vere | Joan Courtenay                          |                                         |  |  |       |  |  |                                   |  |  |                                |  |
| John de Vere, XV conte di Oxford   | John de Vere |                                         |                                         |  |  |       |  |  |                                   |  |  |                                |  |
|                                    |              | Alice Kilrington                        | Walter Kilrington                       |  |  |       |  |  |                                   |  |  |                                |  |
|                                    |              | Alice Kilrington                        | Walter Kilrington                       |  |  |       |  |  |                                   |  |  |                                |  |
|                                    |              | Alice Kilrington                        | Jane Tresithney                         |  |  |       |  |  |                                   |  |  |                                |  |
| Frances de Vere                    |              | Alice Kilrington                        |                                         |  |  |       |  |  |                                   |  |  |                                |  |
|                                    |              | Edward Trussel                          | William Trussell                        |  |  |       |  |  |                                   |  |  |                                |  |
|                                    |              | Edward Trussel                          | William Trussell                        |  |  |       |  |  |                                   |  |  |                                |  |
|                                    |              | Edward Trussel                          | Margaret Bridget Kyme                   |  |  |       |  |  |                                   |  |  |                                |  |
| Elizabeth Trussell                 |              | Edward Trussel                          |                                         |  |  |       |  |  |                                   |  |  |                                |  |
|                                    |              | Margaret Dun                            | John Donne                              |  |  |       |  |  |                                   |  |  |                                |  |
|                                    |              | Margaret Dun                            | John Donne                              |  |  |       |  |  |                                   |  |  |                                |  |
|                                    |              | Margaret Dun                            | Elizabeth Hastinges                     |  |  |       |  |  |                                   |  |  |                                |  |
|                                    |              | Margaret Dun                            |                                         |  |  |       |  |  |                                   |  |  |                                |  |